# Raspjevana Cvelferija
Raspjevana Cvelferija je tradicionalna folklorno-kulturna manifestacija kojoj je cilj očuvati i promovirati srijemske (cvelferske) plesove i običaje. Prva manifestacija održala se 1990. godine u Drenovcima, a od tada se svake godine održava naizmjenično u drugom selu Cvelferije.
Na "Raspjevanoj Cvelferiji" nastupaju kulturno-umjetnička društva iz cvelferskih sela i njihovi gosti iz drugih krajeva Hrvatske ili inozemstva.

## Vanjske poveznice
- Fotografije s "Raspjevane Cvelferije" u Soljanima 2003.  Arhivirana inačica izvorne stranice od 28. rujna 2007. (Wayback Machine)
- Knjiga 20. Raspjevanih Cvelferija